# Alfred Rea
Alfred Rea, britanski general, * 1894, † 1949.